# Cauê
Cauê Cecilio da Silva est un footballeur brésilien né le 24 mai 1989.